# Оранжевополосый балистап
Оранжевополосый балистап (лат. Balistapus undulatus) — вид тропических морских лучепёрых рыб из семейства спинороговых, единственный представитель рода Balistapus.

## Изображения

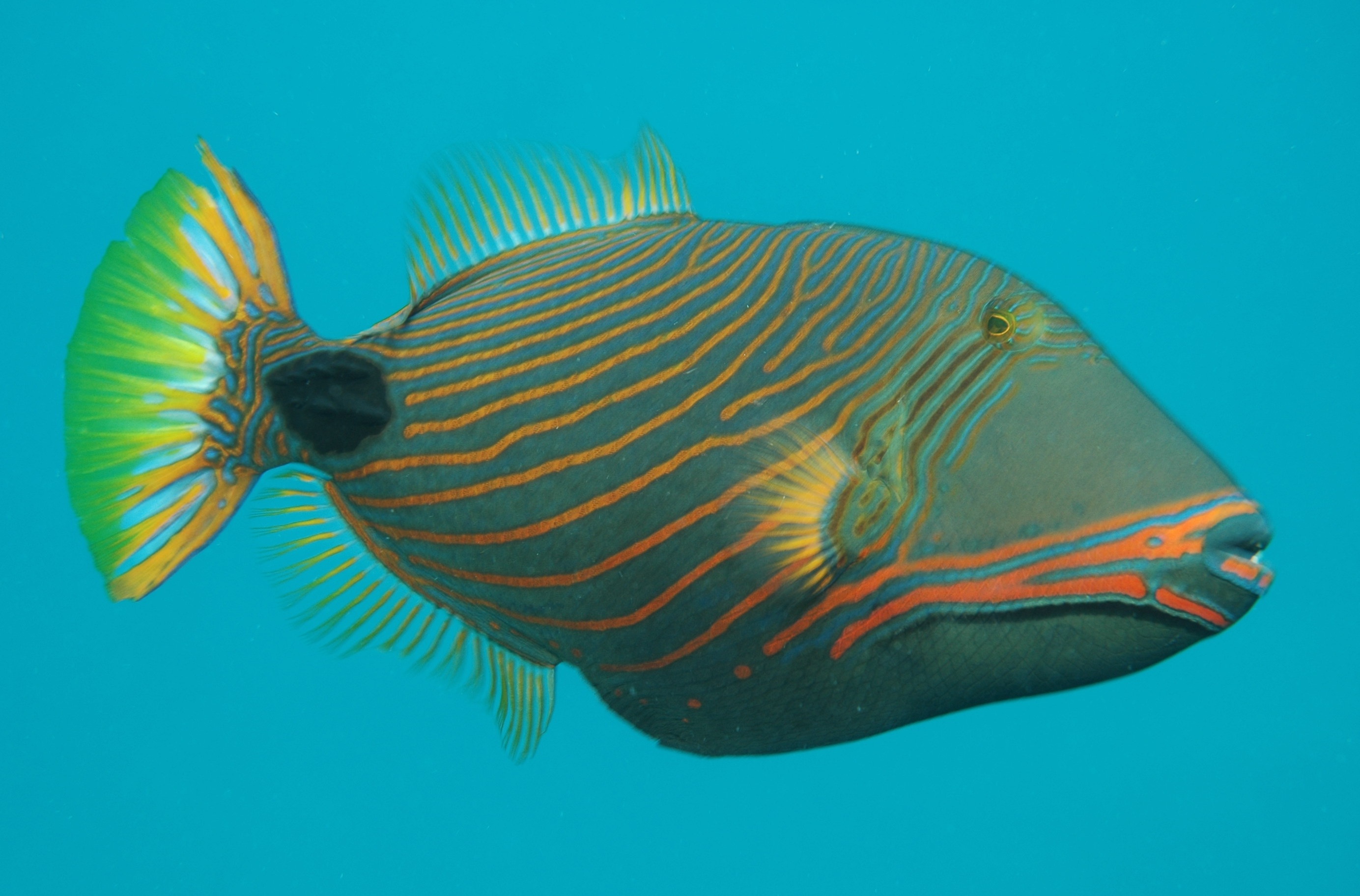
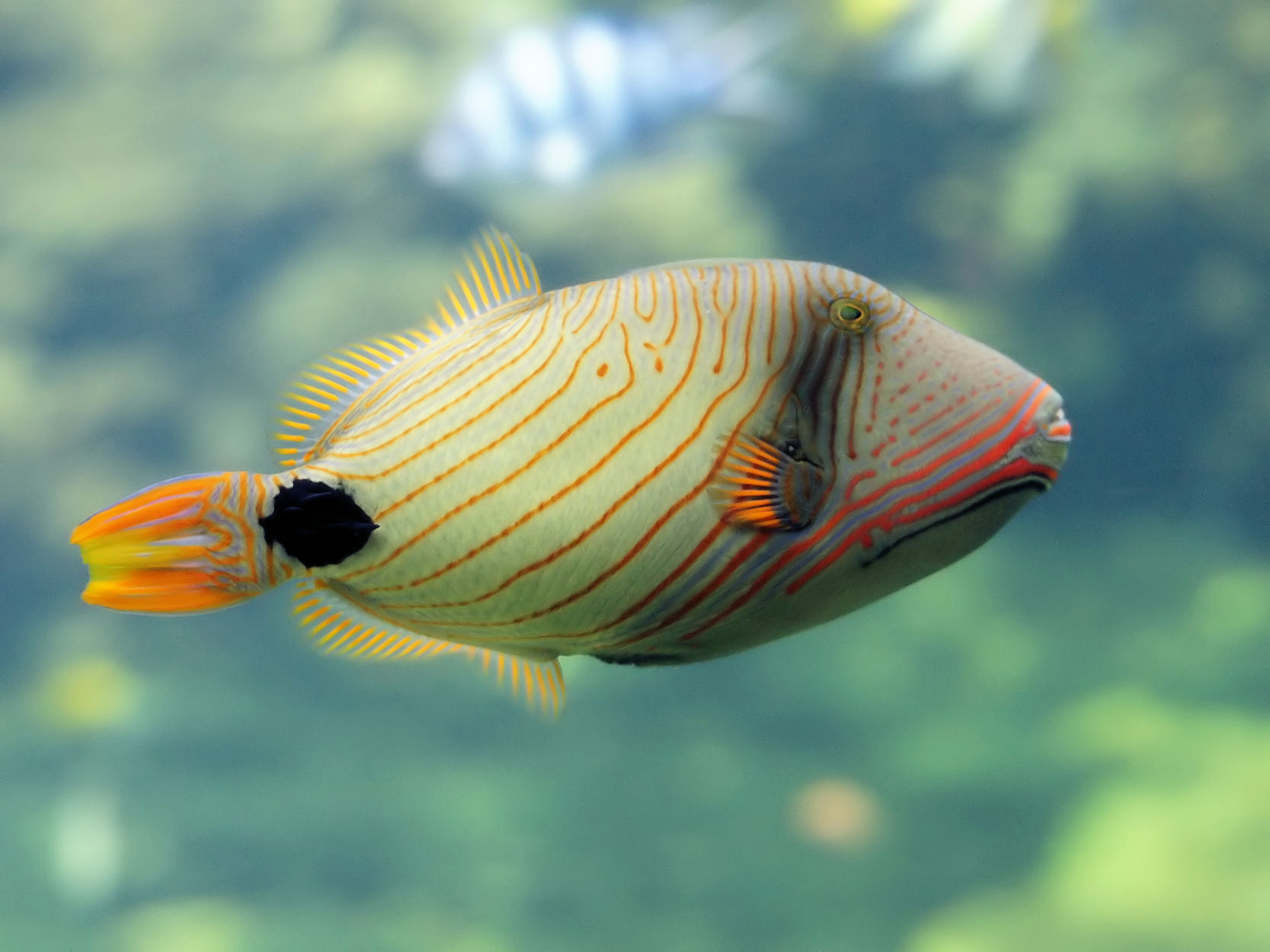
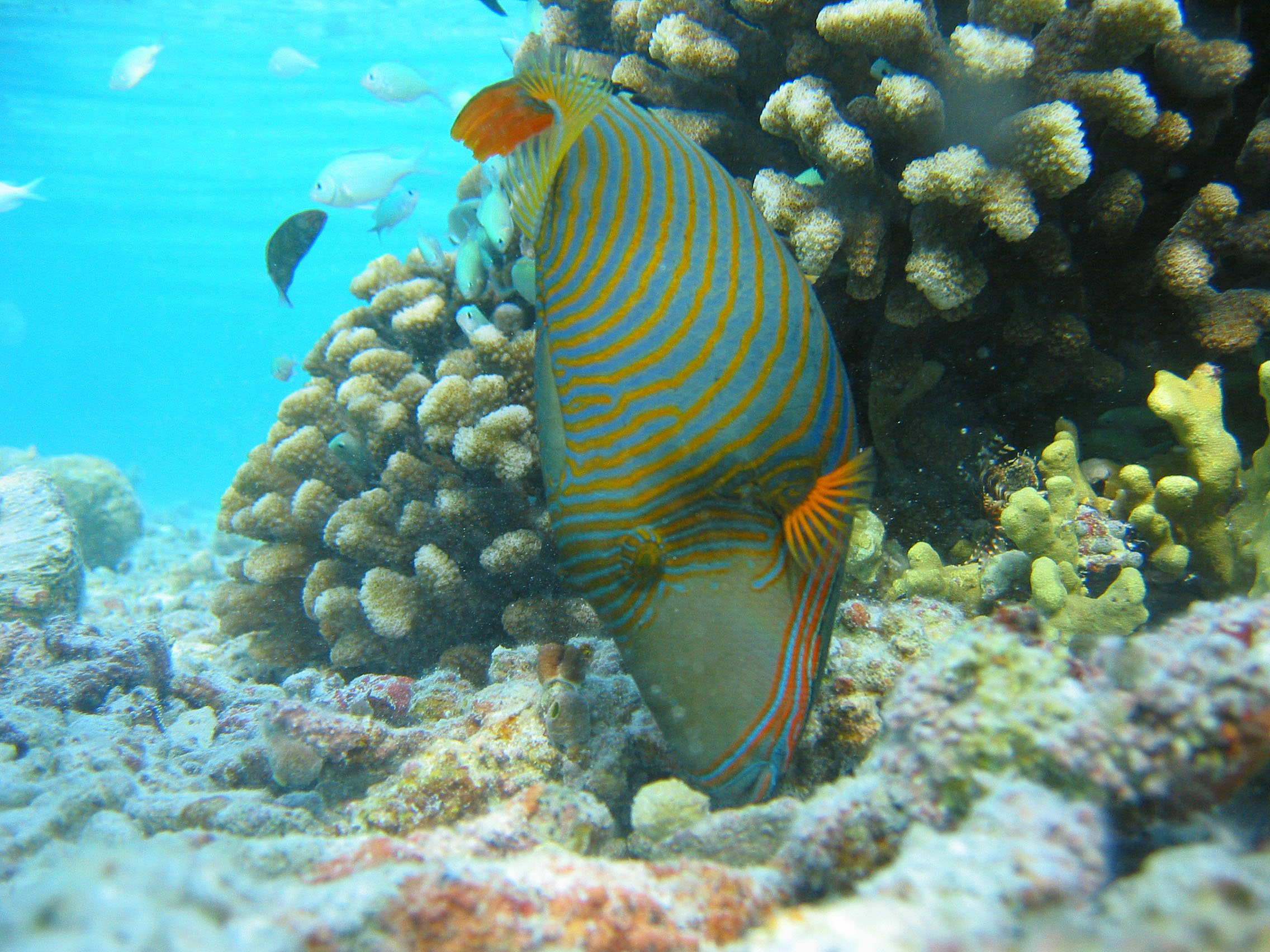
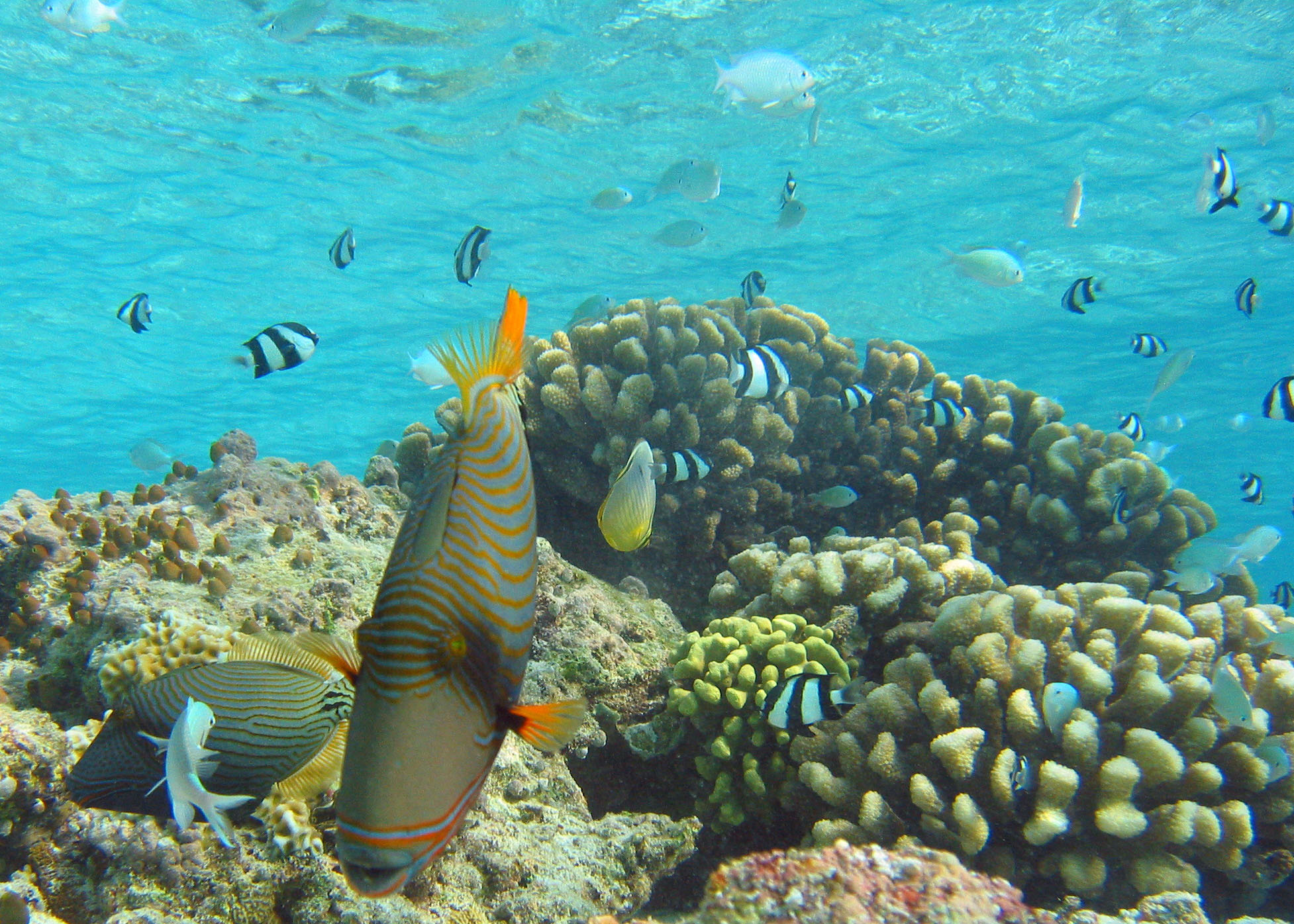
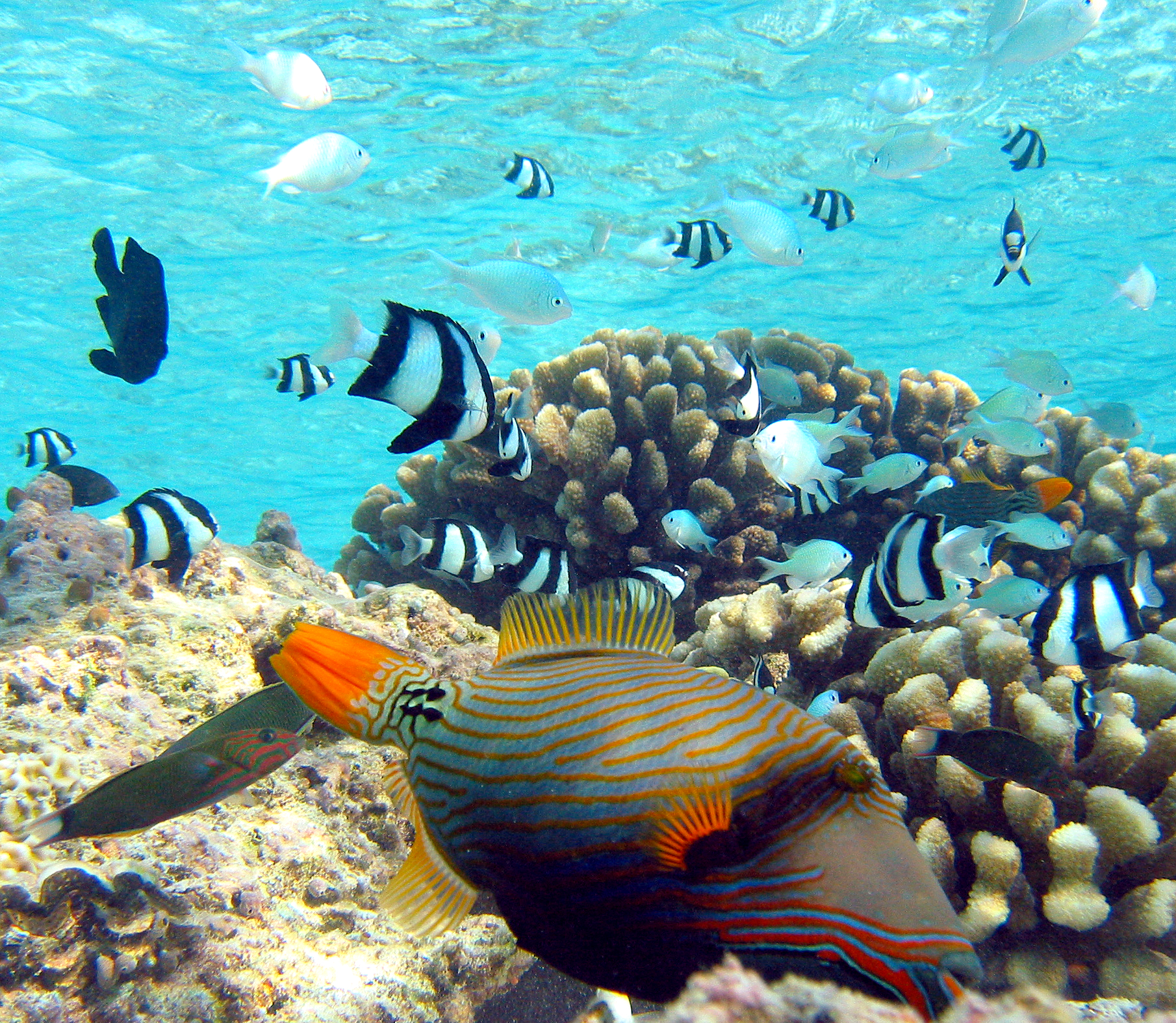

## Описание
Максимальная длина тела составляет 30 см. Выражен половой диморфизм. Когда самцы становятся половозрелыми, у них пропадают оранжевые полосы и точки между пастью и глазами.

## Распространение
Оранжевополосый балистап живёт в Красном море и Индо-Тихоокеанской области от побережья Восточной Африки до Южной Африки, Японии и Новой Каледонии на глубине от 5 до 50 м. Рыба предпочитает лагуны и внешние склоны рифов с обильной коралловой растительностью.

## Размножение
В сезон размножения рыбы собираются в стаи в быстротекущих каналах рифа и мечут икру в углубления в песке или кораллах.

## Содержание
Оранжевополосый балистап абсолютно не подходит для содержания в рифовых аквариумах, так как он питается всеми видами беспозвоночных, включая каменистые и мягкие кораллы и ведёт себя очень агрессивно по отношению к другим рыбам. В чистом аквариуме с крупными видами он вполне хорошо уживается. Может быть агрессивен также по отношению к ухаживающему персоналу.